# Kemral, Mangalore
Kemral là một làng thuộc tehsil Mangalore, huyện Dakshin kannad, bang Karnataka, Ấn Độ.